# Јемен на Светском првенству у атлетици на отвореном 2011.
Јемен је учествовао на 13. Светском првенству у атлетици на отвореном 2011. одржаном у Тегу од 27. августа до 4. септембра. Репрезентацију Јемена представљао је један атлетичар који се такмичио у трци на 1.500 м.,
На овом првенству Јемен није освојио ниједну медаљу, нити је оборен неки рекорд.

## Учесници
| Мушкарци: - Набил Мухамед Ал-Гарби — 1.500 м | Жене: - Фатима Сулејман Дахман — 400 м препоне |

## Резултати

### Мушкарци
| Атлетичар              | Дисциплина | Лични рекорд | Квалификације | Квалификације | Полуфинале           | Полуфинале           | Финале               | Финале       | Детаљи |
| Атлетичар              | Дисциплина | Лични рекорд | Резултат      | Место         | Резултат             | Место                | Резултат             | Место        | Детаљи |
| ---------------------- | ---------- | ------------ | ------------- | ------------- | -------------------- | -------------------- | -------------------- | ------------ | ------ |
| Набил Мухамед Ал-Гарби | 1.500 м    | 4:80,0       | 3:59,95 ЛР    | 12. у гр. 3   | Није се квалификовао | Није се квалификовао | Није се квалификовао | 32 / 37 (38) |        |

### Жене
| Атлетичарка            | Дисциплина    | Лични рекорд | Квалификације | Квалификације | Полуфинале            | Полуфинале            | Финале                | Финале  | Детаљи |
| Атлетичарка            | Дисциплина    | Лични рекорд | Резултат      | Место         | Резултат              | Место                 | Резултат              | Место   | Детаљи |
| ---------------------- | ------------- | ------------ | ------------- | ------------- | --------------------- | --------------------- | --------------------- | ------- | ------ |
| Фатима Сулејман Дахман | 400 м препоне |              | 1:11,49 ЛР    | 8.у гр. 3     | Није се квалификовала | Није се квалификовала | Није се квалификовала | 38 / 38 |        |